# Rudolf von Khevenhüller-Metsch

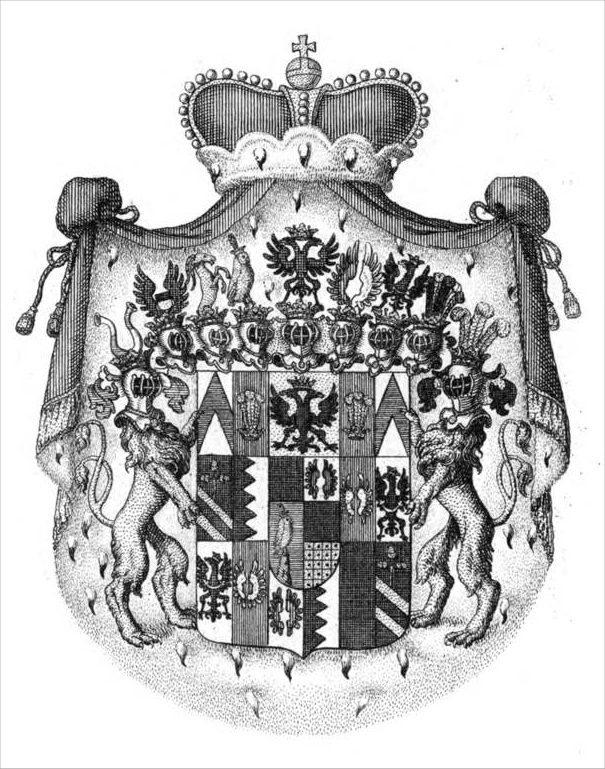
Stemma della casata dei Khevenhüller-Metsch

Rudolf Ladislaus Johannes Joseph Maria Alois von Khevenhüller-Metsch (Ladendorf, 18 giugno 1844 – Parigi, 20 ottobre 1910) è stato un diplomatico e nobile austriaco.

## Biografia
Figlio del principe Richard Maria Johann Basil von Khevenhüller-Metsch (1813-1877) e della contessa Antonia Maria von Lichnowsky (1818-1870), Rudolf nacque a Ladendorf nel 1844. Suo nonno materno era il principe Eduard Lichnowsky.
Compì i propri studi a Vienna allo Schottengymnasium dove si diplomò nel 1860. Tra il 1861 ed il 1865 studiò legge all'Università di Vienna, ma interruppe i propri studi nel 1866 quando scoppiò la guerra austro-prussiana ed egli decise di arruolarsi nell'esercito imperiale. Il 16 maggio 1866 venne nominato sottotenente ed il 5 giugno ottenne la nomina a sottotenente di prima classe. Ricevette il proprio battesimo del fuoco il 3 luglio nella battaglia di Königsgrätz. Con la firma della pace, venne promosso tenente nel 1871 ed infine dal 1874 posto in riserva col grado di rittermeister che conseguì nel 1880. Nel 1889 decise di lasciare definitivamente l'esercito.
Sulla base dei suoi ottimi risultati di studio, Khevenhüller-Metsch venne ammesso in anticipo all'esame diplomatico, che superò all'inizio di giugno del 1867. Il 16 giugno fu nominato attaché non retribuito ed il 21 agosto venne delegato alla corte del re d'Italia che all'epoca si trovava a Firenze.
Il 19 novembre 1868 venne nominato segretario di legazione presso l'ambasciata di Parigi. Durante l'assedio di Parigi ed il governo della Comune a seguito della guerra franco-prussiana del 1870/71, Khevenhüller-Metsch mantenne coraggiosamente la sua posizione anche se questa non era più sentita come necessaria dal suo governo. Il 15 dicembre 1872 venne nominato segretario di legazione, ma venne posto in congedo illimitato dal 7 luglio 1874.
Dal 12 dicembre 1876, Khevenhüller-Metsch venne reintegrato come segretario di legazione presso l'ambasciata austriaca a Bruxelles. Il 23 dicembre 1878 venne trasferito con il medesimo ruolo presso l'ambasciata austriaca a San Pietroburgo, della quale quattro giorni dopo fu nominato consigliere.
Il 27 giugno 1879 venne nominato console generale in Bulgaria. Andando oltre le sue competenze, Khevenhüller-Metschs si occupò anche di politica locale, tramando per la caduta del primo ministro D. Zankow alla fine del 1880, il quale si era dimostrato apertamente contrario alla politica austroungarica. Consigliò inoltre il principe Alessandro I. Il 4 febbraio 1881, ad ogni modo, gli venne chiesto di fare ritorno a Vienna per essere impiegato nel ministero degli esteri per preparare una conferenza sul trattato commerciale internazionale. Quella che il Khevenhüller-Metschs ricevette fu una gratificazione dal momento che in molti avevano apprezzato il lavoro da lui svolto a Sofia e pertanto dal 1884 venne inviato a Belgrado come ambasciatore.
Nel 1885, quando scoppiò la rivolta nella Rumelia orientale (all'epoca parte della Turchia) che intendeva unirsi alla Bulgaria, il Khevenhüller-Metschs per conto dell'Austria-Ungheria sostenne segretamente la politica di re Milan I di Serbia nell'intraprendere un'azione militare contro il principe Alessandro I, il quale si era avvicinato sempre più alla Russia. Quando la Bulgaria riuscì a respingere inaspettatamente l'attacco della Serbia con le proprie forze militari, al Khevenhüller-Metsch venne ordinato di organizzare la conclusione di un armistizio da parte della Bulgaria il prima possibile. In tal modo, egli superò ancora una volta le competenze del proprio ruolo e minacciò l'intervento armato dell'Austria-Ungheria nella questione, fatto che suscitò l'indignazione dello zar Russo che pose subito fine all'alleanza dei tre imperatori. Per rassicurare lo zar sulle reali intenzioni della monarchia asburgica, ad ogni modo, il Khevenhüller-Metsch venne immediatamente convocato a Vienna il 28 novembre 1886.
Venne reintegrato nelle sue funzioni diplomatiche il 2 novembre 1888, ma destinato questa volta al ruolo di ambasciatore a Bruxelles. Qui partecipò alla conferenza contro la schiavitù che si tenne nel 1890. Si parlò di un possibile trasferimento del Khevenhüller-Metsch all'ambasciata austroungarica presso la Santa Sede a Roma, ma questi non accettò.
Il 25 dicembre 1894 gli venne conferito il titolo di consigliere privato dell'imperatore.
Il 5 marzo 1902 partecipò alla conclusione della convenzione sullo zucchero a Bruxelles.
Il 10 dicembre 1903, Khevenhüller-Metsch venne assegnato alla legazione di Parigi e venne chiamato a mediare il conflitto tra la Repubblica Francese e la Santa Sede scoppiato nel febbraio del 1907.
Sposò la principessa Alexandrine zu Windisch-Graetz (1850-1933) nel 1868. Dal suo matrimonio nacque la figlia Clara Maria Antonia, poi sposata col principe de Rohan (1869–1955).